# Ablast
Ablast (av grekiska nekande a och blastos, knopp), är inom botanik det fullständiga försvinnandet av ett organ, i motsats till abort, där ett anlag till organet ännu kan påvisas. Betraktat från fylogenetisk ståndpunkt är de båda företeelserna endast gradvis olika.